# Diskografie Yes
Toto je diskografie britské progresivní rockové skupiny Yes.

## Studiová alba
| Rok  | Album                                                      | UK  | US  | Vydavatelství                            | Zpěvák       |
| ---- | ---------------------------------------------------------- | --- | --- | ---------------------------------------- | ------------ |
| 1969 | Yes                                                        | —   | —   | Atlantic Records                         | Jon Anderson |
| 1970 | Time and a Word                                            | 45  | —   | Atlantic Records                         | Jon Anderson |
| 1971 | The Yes Album                                              | 4   | 40  | Atlantic Records                         | Jon Anderson |
| 1971 | Fragile                                                    | 7   | 4   | Atlantic Records                         | Jon Anderson |
| 1972 | Close to the Edge                                          | 4   | 3   | Atlantic Records                         | Jon Anderson |
| 1973 | Tales from Topographic Oceans                              | 1   | 6   | Atlantic Records                         | Jon Anderson |
| 1974 | Relayer                                                    | 4   | 5   | Atlantic Records                         | Jon Anderson |
| 1977 | Going for the One                                          | 1   | 8   | Atlantic Records                         | Jon Anderson |
| 1978 | Tormato                                                    | 8   | 10  | Atlantic Records                         | Jon Anderson |
| 1980 | Drama                                                      | 2   | 18  | Atco Records                             | Trevor Horn  |
| 1983 | 90125                                                      | 16  | 5   | Atco Records                             | Jon Anderson |
| 1987 | Big Generator                                              | 17  | 15  | Atco Records                             | Jon Anderson |
| 1991 | Union                                                      | 7   | 15  | Arista Records                           | Jon Anderson |
| 1994 | Talk                                                       | 20  | 33  | Victory Music                            | Jon Anderson |
| 1996 | Keys to Ascension (dvojalbum; koncertní a studiový disk)   | 48  | 99  | Essential Records                        | Jon Anderson |
| 1997 | Keys to Ascension 2 (dvojalbum; koncertní a studiový disk) | 62  | 159 | Essential Records                        | Jon Anderson |
| 1997 | Open Your Eyes                                             | 105 | 151 | Eagle Records/Beyond Music               | Jon Anderson |
| 1999 | The Ladder                                                 | 36  | 99  | Eagle Records/Beyond Music               | Jon Anderson |
| 2001 | Magnification                                              | 71  | 186 | Eagle Records/Beyond Music               | Jon Anderson |
| 2011 | Fly from Here                                              | 30  | 36  | Frontiers Records                        | Benoît David |
| 2014 | Heaven & Earth                                             | 20  | 26  | Frontiers Records                        | Jon Davison  |
| 2021 | The Quest                                                  | 20  | —   | InsideOut Music/Sony Music Entertainment | Jon Davison  |

## Koncertní alba
| Rok  | Album                                                      | UK  | US  | Vydavatelství                 |
| ---- | ---------------------------------------------------------- | --- | --- | ----------------------------- |
| 1973 | Yessongs                                                   | 7   | 12  | Atlantic Records              |
| 1980 | Yesshows                                                   | 22  | 43  | Atlantic Records              |
| 1985 | 9012Live: The Solos                                        | 44  | 81  | Atco Records                  |
| 1996 | Keys to Ascension (dvojalbum; koncertní a studiový disk)   | 48  | 99  | Essential Records             |
| 1997 | Keys to Ascension 2 (dvojalbum; koncertní a studiový disk) | 62  | 159 | Essential Records             |
| 1997 | Something's Coming: The BBC Recordings 1969–1970           | —   | —   | New Millennium Communications |
| 2000 | House of Yes: Live from House of Blues                     | 154 | —   | Eagle Records/Beyond Music    |
| 2005 | The Word Is Live                                           | —   | —   | Rhino Records                 |
| 2007 | Live at Montreux 2003                                      | —   | —   | Eagle Records                 |
| 2009 | Symphonic Live                                             | —   | —   | Eagle Records                 |
| 2011 | Union Live                                                 | —   | —   | Voiceprint Records            |
| 2011 | In the Present – Live from Lyon                            | —   | —   | Frontiers Records             |

## Kompilační alba
| Rok  | Album                                               | UK | US  | Vydavatelství              |
| ---- | --------------------------------------------------- | -- | --- | -------------------------- |
| 1975 | Yesterdays                                          | 27 | 17  | Atlantic Records           |
| 1981 | Classic Yes                                         | —  | 142 | Atlantic Records           |
| 1991 | Yesyears                                            | —  | —   | Atco Records               |
| 1992 | Yesstory                                            | —  | —   | Atco Records               |
| 1993 | Symphonic Music of Yes                              | —  | —   | RCA Victor                 |
| 1993 | Affirmative: The Yes Solo Family Album              | —  | —   |                            |
| 1993 | Highlights: The Very Best of Yes                    | —  | —   | Atlantic Records           |
| 1998 | Yes, Friends and Relatives                          | —  | —   | Eagle Records              |
| 1999 | Astral Traveller                                    | —  | —   |                            |
| 2000 | The Best of Yes                                     | —  | —   |                            |
| 2000 | Keys To Ascension: Volumes 1 and 2                  | —  | —   |                            |
| 2000 | Yes, Friends and Relatives Vol. 2                   | —  | —   |                            |
| 2001 | Keystudio                                           | —  | —   | Sanctuary Records          |
| 2002 | Extended Versions                                   | —  | —   |                            |
| 2002 | Yestoday                                            | —  | —   |                            |
| 2002 | In a Word: Yes (1969–)                              | —  | —   | Rhino Records              |
| 2002 | Yes, Friends and Relatives: The Ultimate Collection | —  | —   |                            |
| 2003 | The Ultimate Yes: 35th Anniversary Collection       | 10 | 131 | Warner Music/Rhino Records |
| 2003 | Yes Remixes                                         | —  | —   | Rhino Records              |
| 2003 | Yes & Friends                                       | —  | —   |                            |
| 2003 | Essential Elements                                  | —  | —   |                            |
| 2004 | (Re)Union                                           | —  | —   |                            |
| 2004 | Topography                                          | —  | —   |                            |
| 2004 | Owner of a Lonely Heart                             | —  | —   |                            |
| 2005 | The Solid Gold Collection                           | —  | —   |                            |
| 2006 | Essentially Yes                                     | —  | —   | Eagle Records              |
| 2006 | Live & Solo: The Yes Collection                     | —  | —   | Metro Music                |
| 2007 | The Definitive Rock Collection                      | —  | —   |                            |
| 2007 | Greatest Hits Live                                  | —  | —   |                            |
| 2007 | Roundabout & Other Hits                             | —  | —   |                            |
| 2009 | Introducing Yes                                     | —  | —   |                            |
| 2011 | Wonderous Stories: The Best of Yes                  | —  | —   |                            |

## Singly
| Rok  | Název                                  | Pozice | Pozice             | Pozice | Album             |
| Rok  | Název                                  | US     | US Mainstream Rock | UK     | Album             |
| ---- | -------------------------------------- | ------ | ------------------ | ------ | ----------------- |
| 1969 | „Sweetness“                            | —      | —                  | —      | Yes               |
| 1969 | „Looking Around“                       | —      | —                  | —      | Yes               |
| 1970 | „Time and a Word“                      | —      | —                  | —      | Time and a Word   |
| 1970 | „Sweet Dreams“                         | —      | —                  | —      | Time and a Word   |
| 1971 | „I've Seen All Good People: Your Move“ | 40     | —                  | —      | The Yes Album     |
| 1971 | „Roundabout“                           | 13     | —                  | —      | Fragile           |
| 1971 | „America“                              | 46     | —                  | —      | Yesterdays        |
| 1972 | „And You and I“                        | 42     | —                  | —      | Close to the Edge |
| 1973 | „Roundabout“ (live)                    | —      | —                  | —      | Yessongs          |
| 1975 | „Soon“                                 | —      | —                  | —      | Relayer           |
| 1977 | „Wonderous Stories“                    | —      | —                  | 7      | Going for the One |
| 1977 | „Going for the One“                    | —      | —                  | 24     | Going for the One |
| 1978 | „Don't Kill The Whale“                 | —      | —                  | 36     | Tormato           |
| 1980 | „Into the Lens“                        | 104    | —                  | —      | Drama             |
| 1983 | „Owner of a Lonely Heart“              | 1      | 1                  | 28     | 90125             |
| 1983 | „Our Song“                             | —      | 32                 | —      | 90125             |
| 1983 | „Leave It“                             | 24     | 3                  | 56     | 90125             |
| 1984 | „It Can Happen“                        | 51     | 5                  | —      | 90125             |
| 1984 | „Changes“                              | —      | 6                  | —      | 90125             |
| 1985 | „Hold On“                              | —      | 27                 | —      | 90125             |
| 1987 | „Love Will Find a Way“                 | 30     | 1                  | 73     | Big Generator     |
| 1987 | „Rhythm of Love“                       | 40     | 2                  | —      | Big Generator     |
| 1987 | „Shoot High, Aim Low“                  | —      | 11                 | —      | Big Generator     |
| 1988 | „Final Eyes“                           | —      | 20                 | —      | Big Generator     |
| 1991 | „Lift Me Up“                           | 86     | 1                  | —      | Union             |
| 1991 | „Saving My Heart“                      | —      | 9                  | —      | Union             |
| 1991 | „I Would Have Waited Forever“          | —      | 49                 | —      | Union             |
| 1991 | „Make It Easy“                         | —      | 36                 | —      | Yesyears          |
| 1994 | „The Calling“                          | —      | 3                  | —      | Talk              |
| 1994 | „Walls“                                | —      | 24                 | —      | Talk              |
| 1997 | „Open Your Eyes“                       | —      | 33                 | —      | Open Your Eyes    |
| 1999 | „Lightning Strikes“                    | —      | —                  | —      | The Ladder        |
| 2011 | „We Can Fly“                           | —      | —                  | —      | Fly from Here     |
| 2021 | „The Ice Bridge“                       | —      | —                  | —      | The Quest         |
| 2021 | „Dare to Know“                         | —      | —                  | —      | The Quest         |